# 希羅凱 (波洛希區)
47°41′7″N 35°56′11″E / 47.68528°N 35.93639°E
希羅凱（烏克蘭語：Широке）是位於烏克蘭東南部的村莊，由扎波羅熱州波洛希區的普雷奧布拉任卡市鎮負責管轄。該村距離斯沃博達和帕紐蒂內1公里，始建於1921年，面積0.75平方公里，海拔高度143米，2001年人口121。